# Pynthanosis henricaria
Pynthanosis henricaria är en fjärilsart som beskrevs av Charles Oberthür 1881. Pynthanosis henricaria ingår i släktet Pynthanosis och familjen mätare. Inga underarter finns listade.